# Hans Fritsche (Architekt)
Hans Fritsche (* 6. Juni 1929 in Chemnitz) ist ein deutscher Architekt, ehemaliger Hochschullehrer und Politiker der Sozialistischen Einheitspartei Deutschlands (SED) in der Deutschen Demokratischen Republik (DDR). Er war von 1963 bis 1966 stellvertretender Minister für Bauwesen und von 1977 bis 1990 Präsident der Bauakademie der DDR.

## Leben
Fritsche erlernte nach dem Abitur den Beruf des Maurers und studierte danach Baubetriebswesen an der Technischen Hochschule (TH) Dresden. 1954 wurde er Diplomingenieur und wissenschaftlicher Assistent. 1957 wurde er promoviert und 1970 habilitiert.
Von 1957 bis 1963 war Fritsche in verschiedenen Betrieben des Industriebaus, darunter mehrere Braunkohlenkraftwerke, tätig. Von 1963 bis 1966 war er stellvertretender Minister für Bauwesen der DDR und gleichzeitig Dozent für Bautechnik an der Bauhochschule Cottbus. Von 1967 bis 1977 war er Vizepräsident und anschließend bis 1990 Präsident der Bauakademie der DDR, Mitglied des Forschungsrats der DDR und Vertreter der DDR in mehreren internationalen Bauorganisationen. Zusätzlich war er von 1981 bis 1986 Mitglied der Stadtverordnetenversammlung von Berlin.
Nach der friedlichen Revolution in der DDR 1989 verlor Fritsche alle Funktionen und war bis 1999 als selbständiger Berater für verschiedene Unternehmen tätig.

## Ehrungen
- 1964 Banner der Arbeit (DDR)

## Schriften (Auswahl)
- Forschungsleistungen der Bauakademie der DDR für das Bauen in der Hauptstadt Berlin In: Architektur H. 10, Berlin 1987.
- Bauen in der DDR 1945 – 1990, Berlin 2006.